# Co-ment
co-ment est un éditeur de texte en ligne, permettant à plusieurs personnes de travailler à l’élaboration d’un texte. Il est le descendant du logiciel conçu pour le processus de révision en ligne de la licence GNU GPL version 3 et est disponible librement, sous licence Affero_GPL.

## Description
Sous la forme d’un service web, ce logiciel est constitué d'un environnement de rédaction de type wiki (supportant plusieurs formats), permettant une mise en page fine avec gestion des tableaux et des images, et de fonctionnalités avancées de commentaire sur le texte.
La force du logiciel réside dans le fait que les commentaires soient associés à un passage précis, sélectionné dans le texte, ce qui permet de soulever plusieurs points de débat lors de l'élaboration du texte.
Des fonctionnalités de navigation permettent ensuite de suivre les différents avis et commentaires, de parcourir une discussion et de comparer les versions du texte, et il est également possible d’être prévenu par courriel à chaque modification ou commentaire.
Pour commencer un travail, co-ment supporte l’importation d’un texte déjà rédigé puis l’exportation dans de nombreux formats (TXT, DOC, ODT, HTML), avec à chaque fois un souci du respect de la mise en page.
co-ment est développé par Sopinspace, une petite société française spécialisée dans les espaces publics d’information et l’animation de débats citoyens sur internet. Il est disponible sous la forme d’un service hébergé gratuit, ou d'une version pro payante, sur le modèle de WordPress. Ces comptes pro permettent entre autres de définir différents niveaux d’accessibilités aux textes hébergés, et d’attribuer des rôles (admin, rédacteur, relecteur, …) aux utilisateurs du compte.

## Code source
Le code source du logiciel est disponible sur le site co-ment.org. Co-ment est encore proposé sous la forme d’un module Drupal, intégrable en quelques clics à un site bâti via CMS, et il est facile à intégrer à n’importe quelle page web.

## Comparaison avec Etherpad
Co-ment est comparable en de nombreux points à Etherpad, car ce sont deux outils destinés à la gestion de textes en ligne. Toutefois, ils ne sont pas prévus pour le même usage. En effet, Etherpad permet des interactions rapides et se révèle pratique pour une courte phase dans un travail, pour un effort particulier, les différences de point de vue s’exprimant seulement dans la fenêtre de discussion intégrée, ou en dehors de l’outil. Co-ment lui, est adapté aux textes dont la durée d’élaboration est plus longue, et inclut les outils nécessaires pour mener des débats en différents points du texte.

## Usages répandus
Co-ment est utilisé, par exemple, par des groupes d’enseignants pour préparer des cours et pour le travail en classe, que ce soit à l’école ou en cours de littérature dans le secondaire.
Comme indiqué en introduction il s'inspire de l'outil créé pour la révision de la GPL v3, et a été utilisé depuis pour la révision de nombreuses autres licences (Mozilla Public License, Creative Commons).
Co-ment a également été utilisé dans la sphère législative, administrative, ou associative.